# Greva minerilor din Valea Jiului din 1977
Acest articol descrie greva minerilor din Valea Jiului care a avut loc între 1 și 3 august 1977, fiind una dintre mișcările de protest cele mai ample din perioada comunistă. Valea Jiului este o zonă minieră importantă a României, cu un număr mare de muncitori. Greva cea mai mare care a precedat-o pe cea din 1977 a fost Greva minerilor din Lupeni din 1929.

## Antecedente și cauze
Minerii din Valea Jiului lucrau întotdeauna în condiții foarte grele. Chiar și cu folosirea tehnologiei celei mai moderne - ceea ce nu era cazul în minele României socialiste din anii 1970 - lucrul în minele de cărbune era greu și periculos. Accidentele de mină erau destul de dese. De exemplu, pe 2 noiembrie 1972, în urma unei explozii au murit 43 de oameni la Mina Uricani.
Anul 1977 a fost un an greu pentru economia României.  Urmările crizei energetice mondiale începută în 1973-74 încă erau resimțite pe deplin, iar cutremurul din 4 martie 1977 a îngreunat și mai mult situația. În pofida acestor greutăți,  Ceaușescu nu a acceptat reducerea cifrelor de plan și insista ca toți indicatorii stabiliți anterior să fie îndepliniți.
La scurt timp după mișcarea pentru drepturile omului Charta 77 inițiată în Cehoslovacia, un protest similar a fost organizat și în România de dizidentul Paul Goma. La 23 martie 1977, minerul din Valea Jiului Dumitru Blaj a plecat la București pentru a semna apelul lui Goma. Nota sa adresată scriitorului a fost citită ulterior la Radio Europa Liberă, și ca urmare Blaj a fost criticat în fața colectivului de muncă, degradat pe post de vagonetar, apoi supraveghetor la un depozit de lemne. El a murit în anii ’80 în circumstanțe  dubioase.
Pe 30 iunie 1977 a fost adoptată Legea nr. 3 privind pensiile de asigurări sociale de stat și asistența socială, care interzice plata simultană a salariului și pensiei de invaliditate (erau mulți mineri care au ieșit la pensie cu grad de invaliditate III, și mai lucrau în mină), și prevedea schimbarea limitei de vârstă de pensionare a minerilor de la 50 la 52 de ani. Tot în aceeași perioadă programul de lucru a fost mărit de la 6 la 8 ore.
Minerii erau nemulțumiți și de aprovizionarea proastă cu bunuri de consum, de munca prelungită peste program (inclusiv duminicile), de condițiile de locuit și trai precare.
Pe 14 iulie 1977, minerul Gheorghe Dumitrache („Ispitu”) a trimis un memoriu („Spinoasa mărturisire”) la CC al PCR, Ministerului Minelor și Televiziunii Române, dar nu i s-a răspuns imediat. A fost arestat după încetarea grevei din august, și condamnat la doi ani de închisoare pentru „instigare și ultraj la bunele moravuri.”

## Derularea grevei
Greva propriu-zisă a început la Mina Lupeni pe 1 august 1977 și a fost încheiată pe 3 august 1977.
În primele momente, unii mineri au propus ca o delegație de-a lor să plece la București, dar s-a renunțat la această idee, poate și datorită faptului, că trenurile erau oprite. Unii șefi de sectoare au încercat să împiedice organizarea greviștilor, dar minerii au reacționat prompt, câteodată dur. Greviștii au luat legătura cu alte mine din Valea Jiului (pe vremea aceea erau 10 mine în Valea Jiului: Anina, Aninoasa, Bărbăteni, Dalja, Livezeni, Paroșeni, Petrila, Petroșani, Uricani, Vulcan) și cu populația orașelor pentru a strânge cât mai mulți simpatizanți, și s-au adunat până la urmă în curtea Minei Lupeni, unde țineau discursuri revendicative. Cifrele provenite din surse diferite referitoare la numărul participanților variază între 10 000 și 40 000 (chiar 90 000). Cei care susțin cifrele mai scăzute greșesc, întrucât se bazează numai pe numărul de angajați, și nu iau în considerare membrii de familie și alte persoane din afară care s-au alăturat greviștilor (din simpatie sau numai din curiozitate).
Greviștii sunt organizați și conduși de câțiva lideri, în special de muncitorii Constantin Dobre, Gheorghe Maniliuc și inginerul Jurcă. Acesta din urmă se retrage în scurt timp în planul doi, lăsând conducerea în mâinile primilor doi.
Din București au fost trimiși să poarte tratative doi reprezentanți de frunte ai puterii: secretarul CC al PCR Ilie Verdeț, Gheorghe Pană, președintele Consiliului Central al UGSR și ministru al muncii, și Constantin Băbălău, ministrul minelor, petrolului și geologiei, cărora li se alătură șefi locali ai conducerii de partid și de stat, în special Clement Negruț, primarul și primul-secretar de partid din Petroșani. Primul secretar al județului Hunedoara, Ilie Rădulescu era în concediu la Karlovy Vary (Cehoslovacia).
Ilie Verdeț și Clement Negruț se deplasează la fața locului, dar minerii nici nu au încercat să negocieze cu ei, și au cerut să discute direct cu secretarul general. Cei doi au fost sechestrați în ghereta portarului de la intrarea nr. 2 a Minei Lupeni.
Conform relatărilor lui Constantin Dobre, Maniliuc i-ar fi amenințat cu moartea pe cei doi activiști superiori de partid, pe Verdeț chiar trântindu-l de perete de câteva ori. Ilie Verdeț neagă categoric episodul sechestrării: "E o prostie… Eu nu am fost bruscat, nu am fost agresat". Ilie Verdeț a mai făcut și alte declarații importante despre începuturile grevei: "Nu a existat comitet de grevă, care să pregătească greva. Nu au fost revendicări formulate. A fost, doar, acest protest in legătură cu legea pensiilor. Comitetul de grevă s-a format în timpul desfășurarii grevei, mai ales spre sfârșit"
Între timp, se infiltrează în zonă și oamenii Securității, dar sunt deocamdată pe poziție de așteptare. Autoritățile întăresc paza obiectivelor importante din zonă, în mod deosebit a depozitelor de arme.
La insistența greviștilor, Verdeț îl sună prin telefon pe Ceaușescu, care se afla în concediu pe litoralul Mării Negre. 
Ceaușescu își întrerupe concediul, și se deplasează mai întâi la Craiova, apoi la Târgu-Jiu și Deva, și preia comanda trupelor de Securitate și a funcționarilor de partid, care vor fi angajate în stingerea focarului protestatar.
Când Ceaușescu ajunge în curtea Minei Lupeni, numărul participanților la manifestație se dublează. Atmosfera este tensionată, dar sunt totuși voci în mulțimea care la sosirea primului om al țării strigă „Ceausescu si minerii!”, considerându-l un aliat al muncitorilor, dar treptat se aud lozinci din ce în ce mai ascuțite, ca „Lupeni '29!” (aluzie la greva din 1929) și „Jos burghezia proletară!”.
Constantin Dobre citește în fața lui Ceaușescu revendicările minerilor, constând din 26 de puncte cu caracter tipic sindicalist, referitoare la programul de lucru, norme, pensii, aprovizionare, locuințe, investiții.
Ceaușescu prezent la fața locului timp de circa 3 ore, la început se arată refractar, la care greviștii vociferează, se aud de câteva ori huiduieli, fluierături, se scandează chiar „Jos Ceaușescu!”. El cedează până la urmă, mai ales după ce gardul depozitului de lemne se prăbușește brusc sub greutatea minerilor urcați pe el, producând un zgomot infernal și speriind pe cei prezenți. Ceausescu promite să îmbunătățească condițiile de muncă și de trai ale minerilor, și în final este aplaudat. Un miner tânăr entuziasmat (poate un om al partidului sau Securității) a propus ca lui Nicolae Ceaușescu să-i fie atribuit titlul de „miner de onoare”. După o asemenea dezamorsare a situației, secretarul general - obosit și epuizat și el - părăsește locul în mijlocul escortei sale. Revine la Petroșani, unde s-a desfășurat, organizat de Negruț, un miting după moda vremii, cu urale și aplauze prelungite, în cadrul căruia nici nu s-a pomenit de greva din Lupeni.

## Reprimarea minerilor
În perioada imediat următoare grevei nu au fost represalii. S-a hotărât ca până la 31 decembrie 1977 pensionarii de invaliditate care lucrează să-și păstreze atât pensia cât și salariul. Ceaușescu a ordonat să fie satisfăcute unele din promisiunile sale, respectiv reducerea zilei de lucru de la 8 la 6 ore, aprovizionarea magazinelor din zonă a fost îmbunătățită, dar revendicările referitoare la limita de vârstă de pensionare și programul de lucru nu sunt îndeplinite.
După sărbătorirea Zilei Minerilor pe 8 august, vor începe acțiuni crunte de reprimare împotriva participanților mai activi la grevă.
În prima etapă, au fost organizate ședințe de partid și de sindicat, în care greviștii au fost catalogați drept elemente anarhiste, declasate, „oameni de nimic”, „derbedei”, „impostori”, „infractori” etc. Greviștii care erau membri de partid au fost sancționați sau excluși din PCR.
Forțele de Securitate și Miliție din zonă au fost dublate, iar după 15 septembrie au fost desfășurate unități militare (inclusiv blindate) în preajma tuturor minelor din Valea Jiului.
Organele specializate ale Securității, Miliției și procuraturii, au efectuat recunoașterea minerilor care au participat în mod activ la grevă. Au fost chemați la sediul Securității unii ingineri și șefi de sectoare pentru a identifica cu ajutorul fotografiilor și înregistrărilor filmate făcute pe ascuns a celor cu rol important în grevă. Cel puțin 600 de greviști au fost interogați la sediul Securității din Petroșani și maltratați de mai multe ori (lovituri la cap, strângerea degetelor la ușă etc.). Operațiunile Securității au fost conduse de generalii Emil Macri și Nicolae Pleșiță.
A urmat apoi întocmirea dosarelor penale. Se intentează procese de drept comun, cu acuzațiile de ultraj contra bunelor moravuri, tulburarea liniștii publice, și în  cazurile mai grave de lovire și vătămare corporală. Au fost întocmite 150 de dosare, și în urma proceselor au fost internați la psihiatrie 50 de protestatari, au fost condamnați la închisoare între 2-5 ani 15 greviști:
- Constantin Ilie, Vasile Guzu, Gheorghe Costache, Adolf Flaman, Gheorghe Dumitrache și Gheorghe Vitez: 2 ani pentru ultraj; Petru Daragics și Ion Toderașcu: 4 ani pentru ultraj și 1,5 ani pentru vătămare corporală;
- Alexandru Dabelea: 3 ani pentru ultraj și 1 an pentru vătămare corporală;
- Ioja Sortan: 3 ani pentru ultraj;
- Vasile Căilă: 2,5 ani pentru ultraj si apologia infracțiunilor;
- Gheorghe Maniliuc: 3,5 ani pentru ofensă adusa autorității și 3 ani pentru ultraj;
- Carol Nagy: 5 ani pentru ofensă adusă autorității;
- Cornel Silvester: 3,5 ani pentru ofensă adusă autorității, 3 ani pentru ultraj si 10 luni pentru lovire:
- Petru Petaca: 4 ani pentru ofensa adusa autorității, 3 ani pentru ultraj si 1 an pentru lovire.[5]

Pentru majoritatea condamnaților la închisoare, pedeapsa a trebuit ispășită la un loc de muncă în afara Văii Jiului, deci deportare și muncă corecțională. Au fost siliți să părăsească domiciliul și să se mută într-o localitate desemnată de autorități cel puțin 300 de greviști, împreună cu familiile lor. Au fost concediați între 2000-4000 de mineri.
După terminarea pedepsei, cei mai mulți au rămas sub stricta supraveghere a Securității, și hărțuiți ani lungi după evenimente.
Agenți ai Securității au fost angajați ca muncitori în mine, în scop de culegere de informații, supraveghere și chiar intimidare fizică. Au fost detașați sau angajați în întreprinderile miniere din zonă foști delincvenți de drept comun. Pentru a suplimenta lipsa de forță de muncă, au fost trimiși să lucreze la exploatările miniere și militari în termeni.
Pe termen lung, organele de partid au sporit activitatea ideologică în zonă. S-au ținut lecții de ideologie comunistă obligatorii, și diverse instituții de psihologie din București, la ordinele date de conducerea centrală, au făcut mai multe teste și sondaje în Valea Jiului.

## Consecințe politice
„Greva a avut un caracter pașnic, dar protestele au fost ferme, categorice. Deși ea a prezentat un caracter revendicativ, Ceaușescu a revenit asupra prevederilor din Legea pensiilor și a regimului de lucru, promițând elaborarea unui program social și de îmbunătățire a condițiilor de viață, program care s-a făcut și în mare parte înfăptuit... După părerea mea, ca participant direct la acest măreț eveniment, greva din 1977 a reprezentat cea mai reușită manifestare a forței minerilor, care, fără jertfe, dar printr-un ridicat grad de organizare, a obținut toate revendicările.”—Ilie Verdeț
Greva a avut repercusiuni importante și asupra aparatului de partid și de stat.
Au fost schimbați din funcție mai mulți funcționari de partid și de stat, atât la nivel local, județean, cât și în București.
Cazul a fost dezbătut de ședința Consiliului de Stat din 3 septembrie, care a hotărât primele destituiri, și apoi - inclus pe ordinea de zi la cererea explicită a comunistului ilegalist Alexandru Sencovici - de Plenara CC al PCR din 26 octombrie 1977. Potrivit lui Ilie Verdeț, Ceaușescu a calificat greva din Valea Jiului din 1977 drept consecință a unei propagande necorespunzătoare. „La mijloc au stat probleme de conștiință. Adică muncă de propagandă slabă, nu s-au popularizat hotărârile partidului.” - ar fi declarat secretarul general al PCR.
Tot în ședința CC al PCR din 26-27 octombrie 1977, fostul ministru al Minelor, Petrolului și Geologiei, Bujor Almășan, care fusese demis în ianuarie 1977, a primit un vot de blam pentru "starea de lucruri" lăsată în sectorul minier.
Ilie Verdeț nu a fost făcut răspunzător pentru evenimente. În ședințele de partid care au urmat el a dat vina pe conducătorii locali pentru „unele lipsuri”, și a pledat consecvent pentru întărirea ordinii și disciplinei în sectorul mineritului, conform „indicațiilor prețioase” ale secretarului general. La 7 martie 1978, el a fost numit în funcția de prim-vicepreședinte al Consiliului de Miniștri și președinte al Comitetului de Stat al Planificării (după ce fostul președinte al C.S.P. Mihai Marinescu a fost epurat). La data de 29 martie 1979, Ilie Verdeț este desemnat în funcția de prim-ministru al Guvernului Republicii Socialiste Românie.
Gheorghe Pană a primit un „vot de blam” la Plenara CC al PCR din 26 octombrie, și schimbat din funcția de ministru al muncii.
Pe plan județean și local a fost schimbat primul-secretar al județului Hunedoara, Ilie Rădulescu, primii secretari orășenești și de întreprindere, atât de partid cât și de UTC, și conducătorii de la sindicate. Clement Negruț, primarul din Petroșani a rămas în funcție, probabil datorită reușitei adunării populare organizate de el la Petroșani, imediat după terminarea grevei. Ca o altă excepție, nici conducătorii orașului Vulcan nu au fost schimbați.

## Informarea opiniei publice despre grevă
Opinia publică internă și internațională primea știri foarte puține despre grevă. Nu au fost informați nici măcar membrii CC al PCR.
Numărul din 5 august 1977 al ziarului Steagul Roșu nici nu pomenea de grevă, ci scria de „vizita de lucru a tovarășului Nicolae Ceaușescu în Valea Jiului”.
Pentru a împiedica scurgerea de informații, Valea Jiului a fost declarată zonă interzisă până la 1 ianuarie 1978.
Totuși, cu timpul informațiile, din păcate uneori deformate, încep să se scurgă spre lumea din exterior.
Conform propriei sale aprecieri, Buletinul de informare a românilor din exil (prescurtat: BIRE sau B.I.R.E.) a fost prima publicație care a relatat în detaliu despre greva minerilor în ediția din 16 septembrie 1977.
A doua sursă de informații a fost minerul maghiar Hosszú István, participant și el la grevă, care a subliniat lipsa oricăror tensiuni cu caracter național între minerii de diferite etnii. În 1986 el a acordat lui Neculai Constantin Munteanu un interviu, difuzat de Radio Europa Liberă și publicat de Mihnea Berindei sub titlul „La gréve des mineurs roumains en 1977. Un témoignage” (în: L’Autre Europe).
22 de mineri protestatari au reușit să trimită în numele altor 800 o scrisoare („Scrisoarea minerilor din Valea Jiului” finalizată pe 18 septembrie 1977) ziarului francez Libération, care a publicat-o în 12 octombrie 1977. O variantă prescurtată a acestei scrisori a fost publicată și în revista Lupta din 22 martie 1987.
Există și o a doua scrisoare a minerilor din Valea Jiului, apărută în 1984 în Cuvântul românesc, semnată de „grupul de ingineri și muncitori mineri din Valea Jiului” care abordează și aspecte politice (inclusiv de politică internațională).

## Liderii grevei și soarta lor ulterioară
Constantin Dobre

Imediat după grevă minerii i-au păzit locuința, ca să nu fie arestat, dar până la urmă a fost mutat forțat la Craiova, și angajat ca muncitor necalificat la Întreprinderea de Reparații Auto (IRA). Mai multe surse afirmă că a fost racolat de Securitate.
Conform relatărilor lui Ilie Verdeț, în noiembrie 1977, Dobre era deja student la Academia Ștefan Gheorghiu (actuala SNSPA) trimis de Inspectoratul Ministerului de Interne Craiova. Teodor Rusu (secretar cu probleme de propagandă la Comitetul municipal de partid, responsabil pentru zona estică a Văii Jiului, pentru orașul Petrila și pentru minele Lonea și Petrila) afirma pe baza unei discuții purtate cu Gheorghe Pană în vara anului 1978, la stațiunea Neptun, că Dobre ar fi avut o încercare nereușită de a-l vedea pe Ceaușescu, pentru a-i reproșa neîndeplinirea tuturor revendicărilor minerilor, dar a fost pasat la ministrul Muncii, Gheorghe Pană.
În anii 1980 a terminat la fără frecvență cursurile de economie ale Academiei Ștefan Gheorghiu (care pregătea activiști de partid), unde vine în contact cu Virgil Măgureanu, viitor șef al SRI. În zilele revoluției din decembrie 1989 a încercat să se implice în desfășurarea evenimentelor, dar nu a reușit să ocupe nici o funcție importantă.
Pompiliu Prip – avocatul minerilor în procesul reabilitării celor condamnați în 1977 – a afirmat, că Dobre s-a întors în Valea Jiului după fuga dictatorului, dar a avut o primire rece din partea minerilor, și a plecat la București, unde a apărut pe 23 decembrie la televiziune, și „a vorbit în numele minerilor”.
În 1990 a fost numit casier al ambasadei României de la Londra.
În ianuarie 2007 intervine la Comisia Tismăneanu, care întocmise un raport în care era menționat decesul lui.
În august 2007 sunt date publicității informații din dosarul de urmărire al lui Constantin Dobre (nume de cod „Dodu”).
În 5 decembrie 2007 Dobre a publicat o scrisoare deschisă în care respingea afirmațiile lui Miron Cozma, conform cărora cel din urmă ar fi fost unul dintre conducătorii grevei din 1977.
Gheorghe Maniliuc

A fost arestat și interogat de Securitate. Dosarul său enumeră și antecedentele penale, conform cărora Maniliuc mai fusese condamnat la trei luni închisoare în 1953 pentru vătămare corporală, iar în 1968, la un an și jumătate pentru furtul unei motociclete, cu care a făcut un accident, și a rămas invalid. După grevă, a fost condamnat la trei ani și jumătate închisoare pentru ultraj contra bunelor moravuri și ofensă adusă autorității, cu executarea pedepsei la locul de muncă. A fost despărțit de familie, care s-a întors în județul Suceava. La terminarea pedepsei a vrut și el să se întoarcă în satul natal, dar a murit în împrejurări suspecte.
Pe lângă Dobre și Maniliuc mai sunt menționați ca lideri ai grevei: inginerul Jurcă (care după primele momente ale grevei a preferat să treacă în panul doi), și o femeie – „șefa tineretului comunist din Lupeni” - care ar fi fost și ea închisă ulterior.
În aprilie 1990, Curtea Suprema de Justiție a casat sentințele de condamnare ale minerilor pronunțate de Judecătoria Petroșani la 16 și 17 septembrie 1977.